# 아르크토트레버소돈
아르크토트레버소돈(Arctotraversodon)은 트라이아스기 후기 지금의 캐나다에 살았던 키노돈트이다. 1984년 노바스코샤주의 울프빌 층(Wolfville Formation)에서 처음으로 발견되었다. 모식종이자 현재 유일한 종은 아르크토트레버소돈 플레미리돈(Arctotraversodon plemmyridon)이다.